# Gelon von Syrakus
Gelon (altgriechisch Γέλων Gélōn; * um 540 v. Chr.; † 478 v. Chr.) war im 5. Jahrhundert v. Chr. Regent (Tyrann) in Gela und Syrakus. Er war Sohn des Deinomenes und damit aus der Familie der Deinomeniden.
Nach dem Tod des Hippokrates, Tyrann von Gela 491 v. Chr. folgte ihm Gelon, bisher Kommandeur der Kavallerie. 488/487 v. Chr. wurde er Sieger im Wagenrennen bei den Olympischen Spielen. 485 v. Chr. nutzte er den Hilferuf der Gamoren (die oligarchischen Landeigentümer) von Syrakus, die von der Bevölkerung vertrieben worden waren, um sich selbst zum Herrn der Stadt zu machen.
Von nun an widmete er seine Zeit nicht mehr Gela (das er seinem Bruder Hieron übergab), sondern der Vergrößerung von Syrakus, das nun außergewöhnlichen Reichtum und Einfluss erlangte. Er stärkte die Stadt und seine Macht dort durch Umsiedlung der Hälfte der Einwohner von Gela dorthin und baute das Heer und die Flotte aus. Als die Griechen 480 v. Chr. seine Hilfe gegen Xerxes erflehten, wies er sie zurück, weil sie ihm nicht das Kommando über die alliierten Kräfte geben wollten (Herodot 7,161).
Im gleichen Jahr 480 v. Chr. fielen die Karthager in Sizilien ein, wurden aber in der Schlacht bei Himera von Gelon und seinem Schwiegervater Theron, dem Tyrannen von Akragas (und Vater der Damarete) vernichtend geschlagen, mit dem Ergebnis, dass Gelon Herr über die ganze Insel wurde. Nachdem er seine Macht gesichert hatte, gab er vor, zurücktreten zu wollen, was von der Mehrheit jedoch abgelehnt wurde, so dass er in der Folge bis zu seinem Tod 478 v. Chr. ohne Opposition regieren konnte.
Er wurde als Held verehrt, und die Erinnerung an ihn wurde so hoch gehalten, dass für ihn eine Ausnahme gemacht wurde, als 150 Jahre später, zur Zeit Timoleons, die Messingstatuen der Tyrannen verkauft werden sollten.